# 佐布县

所在位置

佐布县(乌尔都语: ژوب)，巴基斯坦俾路支省北部的一个县。该县大部分居民为普什图族。县治位于佐布市。境内有佐布河。

## 行政区划
佐布县分为4个乡。